# Bambusa villosula
Bambusa villosula är en gräsart som beskrevs av Wilhelm Sulpiz Kurz. Bambusa villosula ingår i släktet Bambusa och familjen gräs.
Artens utbredningsområde är Burma. Inga underarter finns listade i Catalogue of Life.